# Xã Mount Haley, Michigan
Xã Mount Haley (tiếng Anh: Mount Haley Township) là một xã thuộc quận Midland, tiểu bang Michigan, Hoa Kỳ. Năm 2010, dân số của xã này là 1.678 người.